# Трёхгорная мануфактура

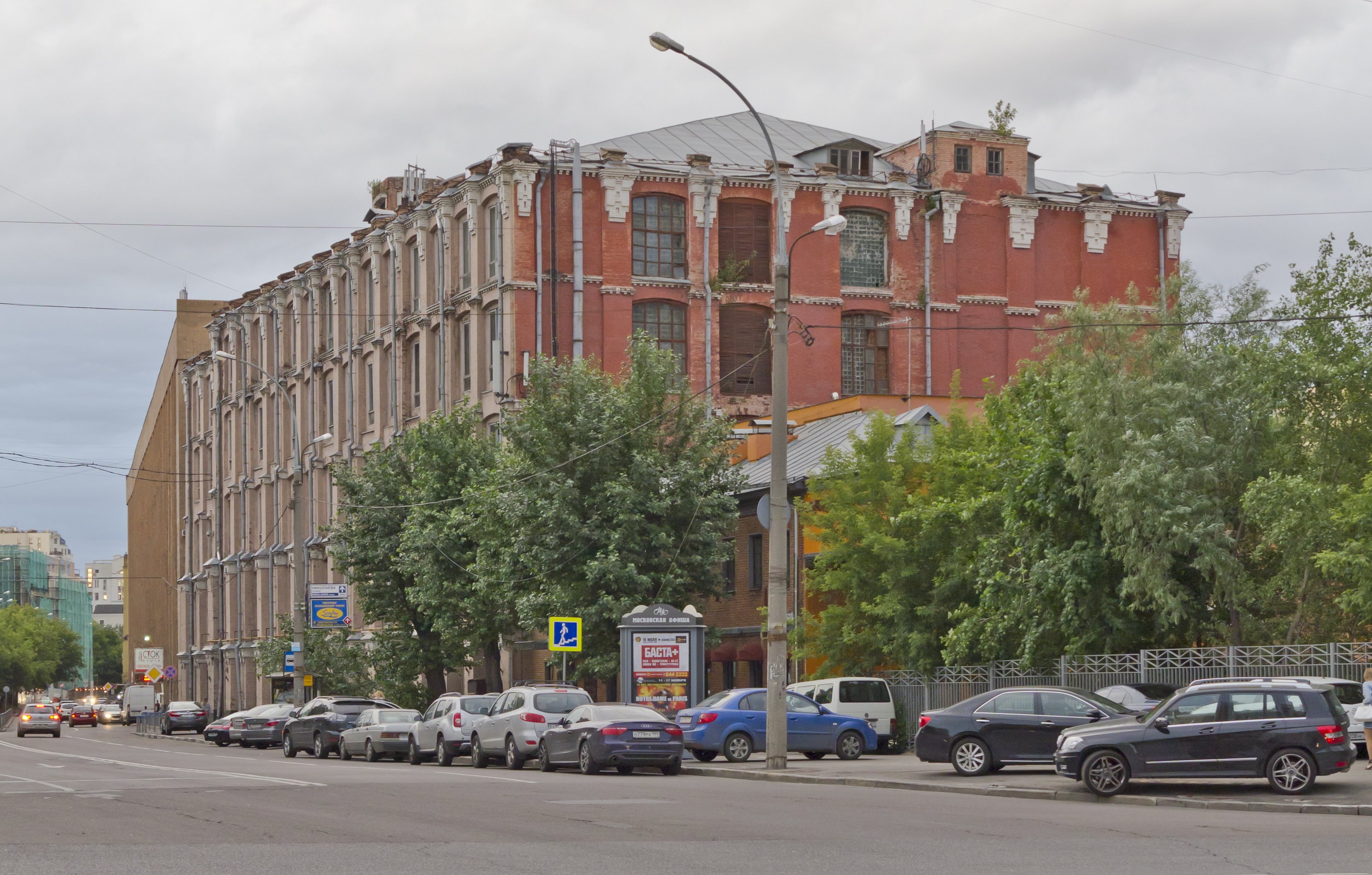
Один из исторических корпусов мануфактуры

«Трёхгорная мануфактура» — старейшее московское текстильное предприятие, основанное в конце XVIII века. 

## Изменения названия
- 1874—1936 — «Товарищество Прохоровской Трёхгорной мануфактуры»
- 1936—2020 — «Трёхгорная мануфактура имени Ф. Э. Дзержинского»
- С 2020 — Общество с ограниченной ответственностью «Трёхгорная мануфактура»

## История

### Ситценабивная фабрика Прохоровых

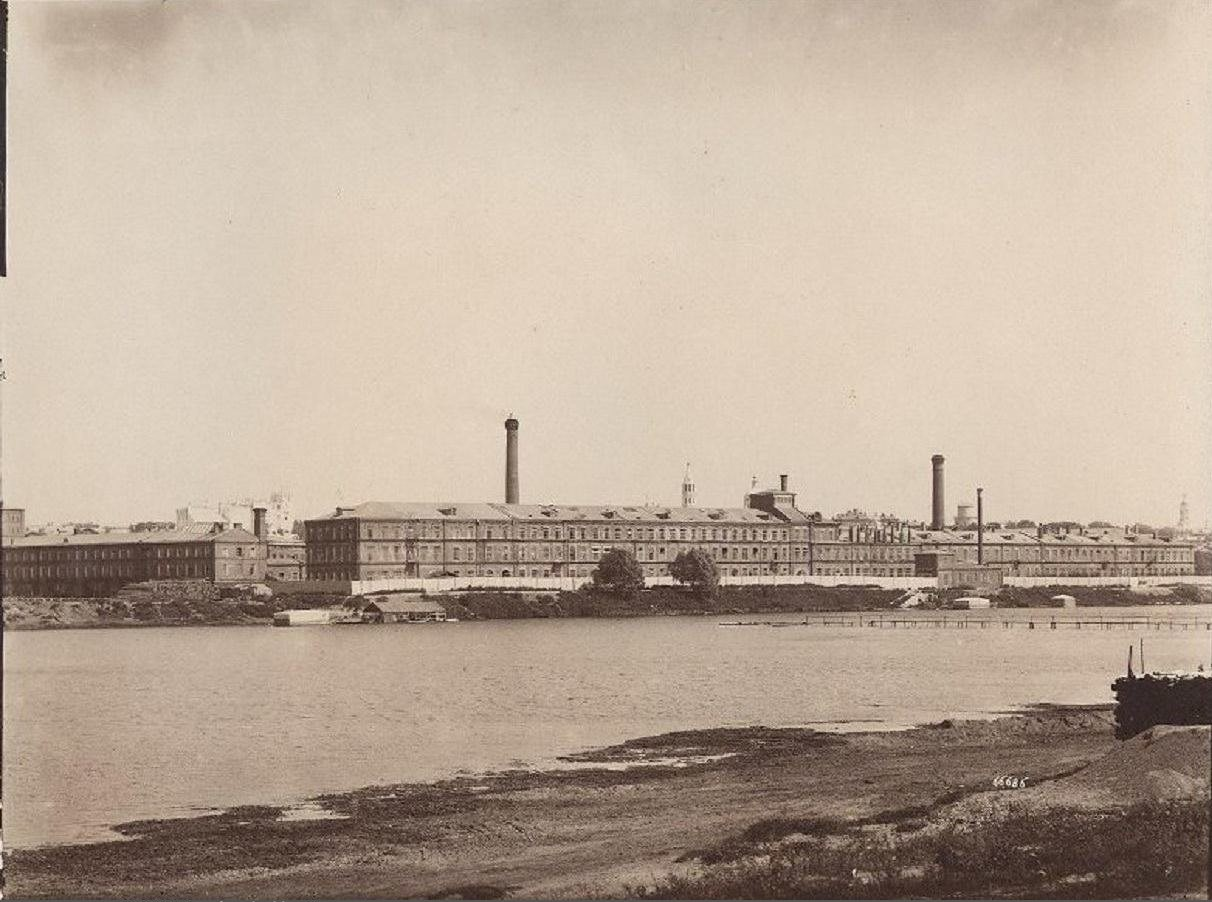
Трёхгорная мануфактура на Пресне. Фото 1890—1900 гг.

В 1799 году купец Василий Прохоров и мастер красильного дела Фёдор Резанов основали в Москве ситценабивную мануфактуру, которую назвали Трёхгорной по названию местности. Позднее Василий Прохоров выкупил у компаньона его долю и стал единоличным владельцем фабрики. После Отечественной войны 1812 года он передал управление фабрикой своему сыну. Тимофей Прохоров совместно с двоюродным братом, художником Ефимом Зориным, изучив зарубежный опыт текстильного производства, стал активно внедрять его на фабрике.
В 1820 году при фабрике была открыта первая в России ремесленная школа, в которой обучались и сами работники, и их дети. Кроме того, для рабочих был открыт первый в России фабричный театр, вечерние классы для обучения рабочих грамоте, библиотека, амбулатория, летние санатории.
Продукция фабрики всегда пользовалась большим спросом, неоднократно отмечалась высокими наградами на международных ярмарках в разных странах.

### Товарищество Прохоровской Трёхгорной мануфактуры

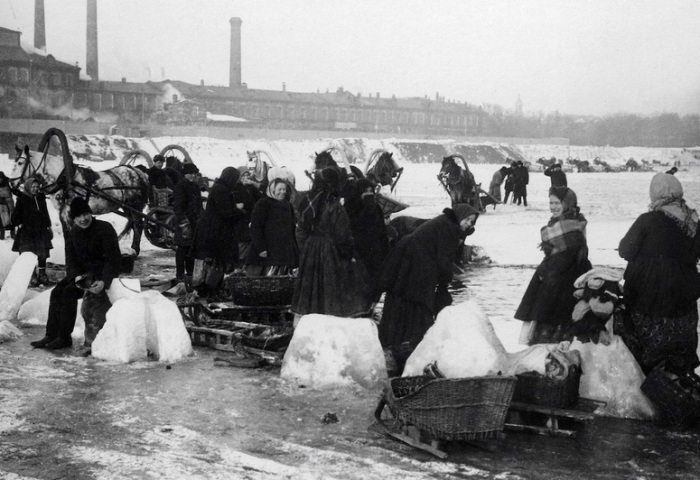
Дореволюционное фото заготовки льда рядом с мануфактурой

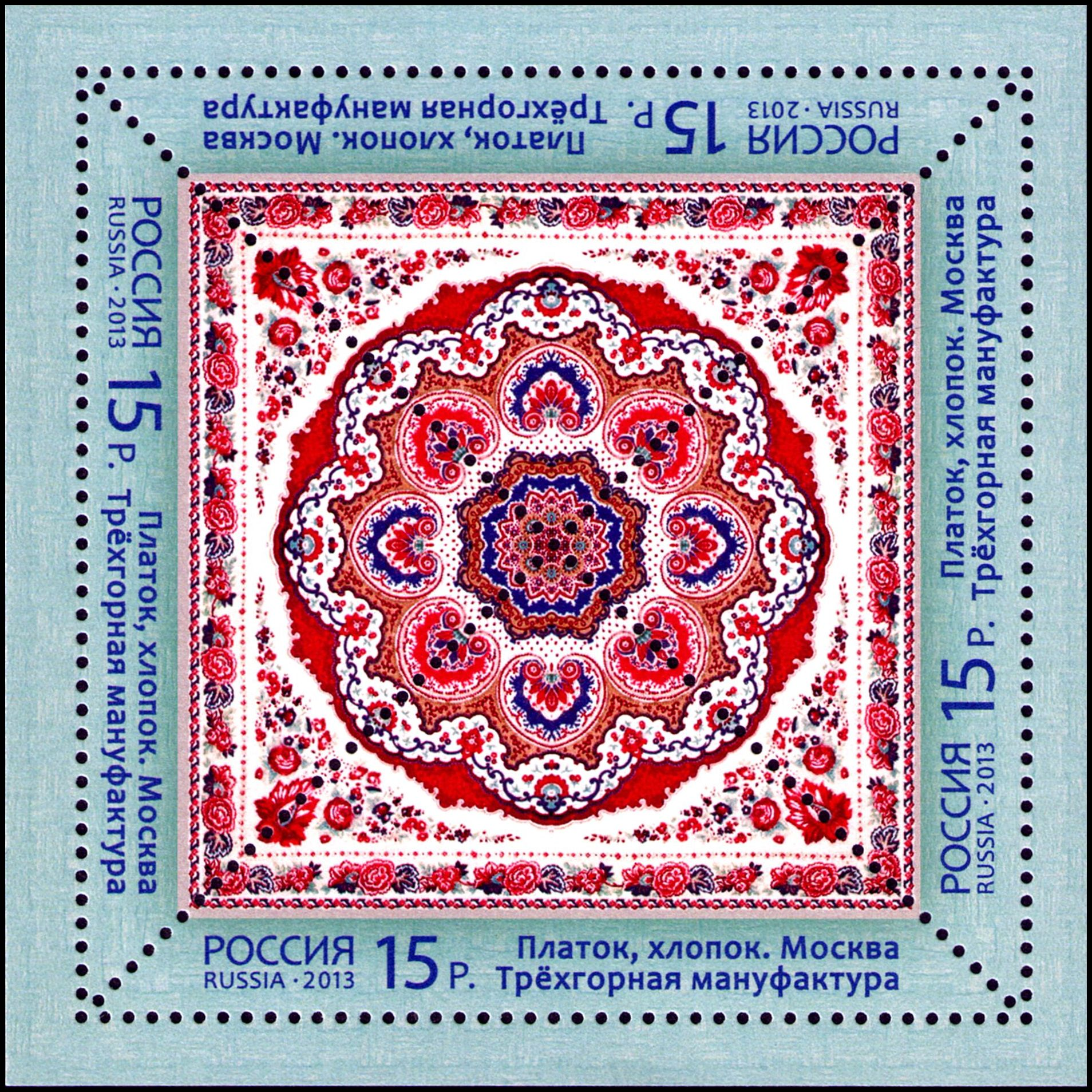
Рисунок платка Трёхгорной мануфактуры. Почтовая марка России, 2013 г.,

В начале 1870-х годов Иван Яковлевич Прохоров взялся за юридическую реорганизацию производства. На семейном совете было принято решение учредить товарищество на паях. В конце 1873 года был составлен проект Устава «Товарищества Прохоровской Трёхгорной мануфактуры», 15 марта 1874 года он был «Высочайше утверждён». На собрании пайщиков Иван Яковлевич Прохоров был избран директором-распорядителем, на его брата Алексея Яковлевича возлагалось ведение торговых дел.
В ночь с 22 на 23 декабря 1877 года, на Прохоровской мануфактуре произошёл сильнейший пожар, все фабричные корпуса, расположенные по берегу Москва-реки, сгорели дотла.
В конце XIX века из-за указа великого князя Сергея Александровича, запрещающего слив отработанных вод в Москву-реку, фабрика, несмотря на установку очистных сооружений, оказалась под угрозой закрытия, так как в реку всё равно попадали остатки краски и другие загрязняющие вещества. Н. И. Прохоров не смог добиться отмены этого указа, по его просьбе это сделал Н. А. Найдёнов.
В дни Декабрьского восстания 1905 «Трёхгорка» была главной базой боевых дружин. В помещении прядильной фабрики была организована мастерская по изготовлению оружия, в химической лаборатории производились взрывчатые вещества.

### В годы Советской власти
После Октябрьской революции 1917 года фабрика была национализирована, к нормальной работе смогла приступить только в 1920 году. В 1926—1928 годах для снабжения паром Трёхгорной мануфактуры в рамках реализации плана ГОЭЛРО была построена теплоэлектростанция.
В 1936 году Трёхгорной мануфактуре было присвоено имя Ф. Э. Дзержинского. В годы Второй мировой войны комбинат производил ткани для обмундирования Красной армии и боеприпасы. В 1943 году внёс более 450 тысяч рублей на постройку танковой колонны «Москва».
В советский период предприятие занимало ведущее положение в стране в своей области, однако оно долгое время не переоснащалось и работало на дореволюционном оборудовании. По воспоминаниям бывшего главного инженера комбината Александры Бирюковой, в 1963 году 1300 станков на предприятии было 1895 года выпуска. Пик производительности — 200 миллионов метров различных тканей — был достигнут в 1980-х годах.
В 1946—1955 годах директором фабрики была Анна Северьянова.

## Современное состояние

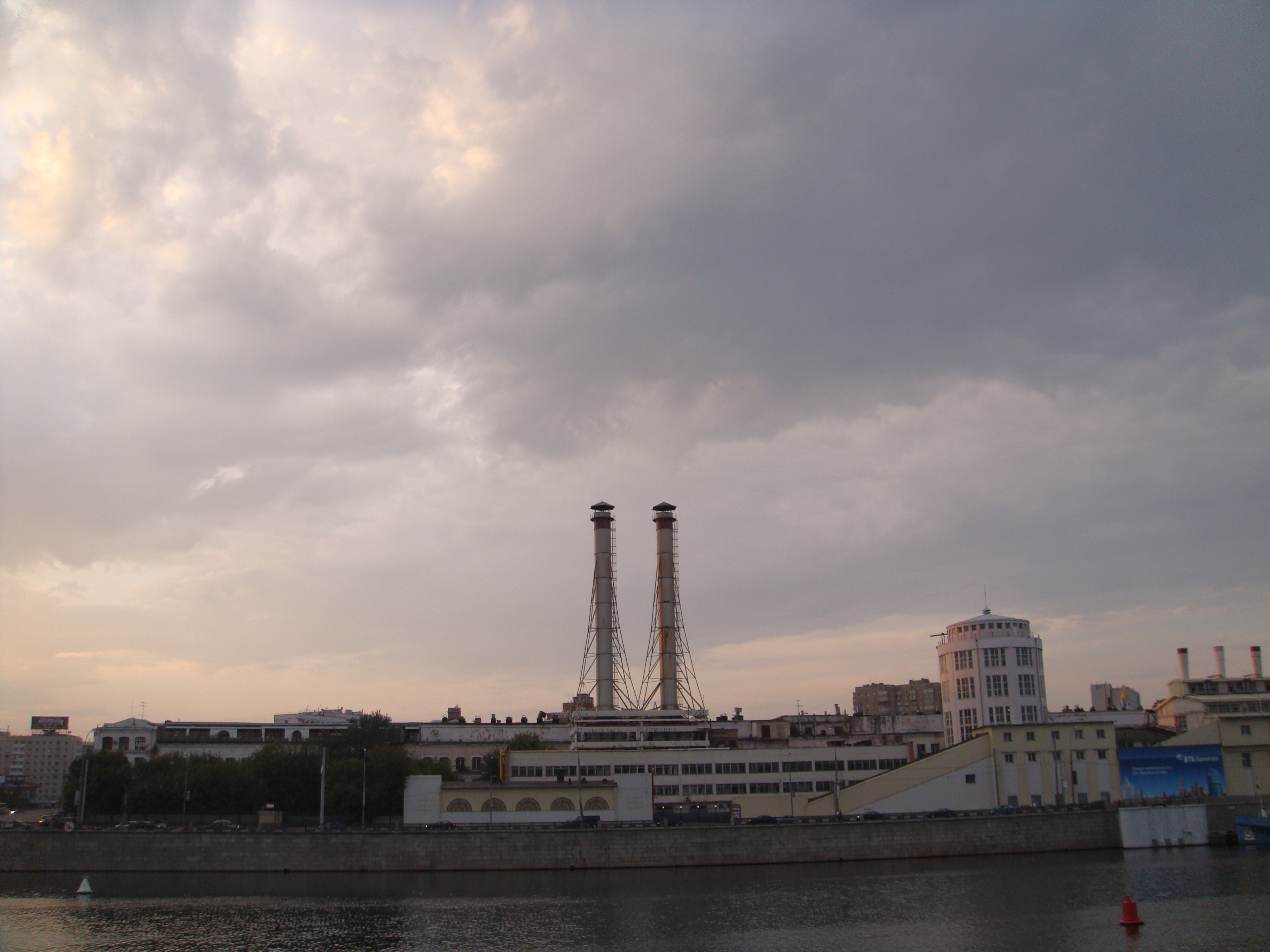
Бывшая Трёхгорная мануфактура (2011 г.)

В 2002 году контрольный пакет акций компании через кипрскую компанию Navio Holdings приобрела группа компаний «Базовый элемент». В 2017 году возник спор между контролирующим «Базовый элемент» Олегом Дерипаской и бывшим главой ВЭБ Владимиром Чернухиным. Чернухин заявил, что был равноправным партнёром Дерипаски в Navio Holdings, но доля Чернухина была оформлена на его гражданскую супругу Лолиту Данилину. Как утверждал Чернухин, в 2010 году Дерипаска пообещал ему выкупить эту долю за $100 млн, однако в итоге этого не сделал. Чернухин обратился с иском в Международный арбитражный суд в Лондоне и выиграл дело — Дерипаску обязали выплатить ему $95,2 млн.
От некогда огромного производства остался коммерческий отдел, дизайн-центр и администрация. Ткацкое производство в 2008 году было переведено в город Гаврилов Ям. Здание по адресу ул. Рочдельская, вл. 15 сдаётся в аренду.
В 2020 году работниками Трёхгорной мануфактуры была открыта страница «Ткани бывшей Трёхгорной мануфактуры» в социальной сети «VK.com».

## Награды и премии
- 1848 — фабрика приобрела право изображать на своих изделиях государственный герб
- 1851 — медаль на Всемирной выставке в Лондоне
- 1861 — на Всероссийской выставке в Санкт-Петербурге подтвердила право изображения государственного герба
- 1862 — золотая медаль на Всемирной выставке в Лондоне
- 1867 — серебряная медаль на Всемирной выставке в Париже
- 1870 — на Всероссийской выставке в Санкт-Петербурге подтвердила право изображения государственного герба
- 1873 — серебряная медаль на Всемирной выставке в Вене
- 1882 — на Всероссийской выставке в Москве подтвердила право изображения государственного герба
- 1886 — золотая медаль на Всемирной выставке в Париже
- 1887 — золотая медаль на Всемирной выставке в Антверпене
- 1893 — золотая медаль на Всемирной выставке в Чикаго
- 1896 — на Всероссийской выставке в Нижнем Новгороде подтвердила право изображения государственного герба